# ONDA (Marroc)
ONDA són les sigles de l'Office National Des Aéroports (àrab: المكتب الوطني للمطارات, al-Maktab al-Waṭanī li-l-Maṭārāt), l'autoritat controladora aeroportuària del Marroc. La seu de la companyia es troba a l'Aeroport Internacional Mohammed V de Casablanca.

## Història
ONDA es va establir al juliol de 1990 sota llei parlamentària 14-89. Abans d'això, els aeroports del Marroc eren administrats pel Ministeri de Transports del Marroc. Un any més tard, ONDA va inaugurar l'Aeroport d'Al Massira a Agadir. El 15 de setembre de 2003, Abdelhanine Benallou, va ser nomenat nou director general d'ONDA.
Encara que Marroc té xifres d'accidents d'aviació, el nombre d'incidents greus amb víctimes mortals directament relacionades amb un aeroport (aproximació, enlairament o accidents de terra) són molt baixos. El nombre total d'accidents amb víctimes mortals al Marroc ha estat de 19, del que resulten 792 morts. Els mateixos números per a esdeveniments directament relacionats amb els aeroports són 5 resp. 171. La majoria dels incidents relacionats amb l'aeroport són des de fa molt de temps, l'últim incident és de 1986.

## Fites
- L'aeroport de Menara a Marràqueix va celebrar l'arribada del passatger dos milions el 23 de novembre de 2005.
- L'aeroport d'Agadir-Al Massira a Agadir va obtenir el certificat ISO 9001/2000 el 16 de desembre de 2005.

## Associacions i acords
ONDA va ajudar en la supervisió de la construcció de l'Aeroport Internacional Yasser Arafat, amb el que s'ha agermanat l'Aeroport Internacional Mohammed V. També va organitzar programes de capacitació per a enginyers palestins al Marroc el 1997 pocs mesos abans de la inauguració de l'aeroport de Gaza al desembre de 1998.
El 12 de març de 2003 ONDA va signar un acord d'associació amb Aeroport de Niça-Costa Blava, Niça, França.

## Salon Convives de Marque
Sota el nom Salon Convives de Marque ONDA ofereix serveis de sala VIP en alguns dels aeroports que gestiona. Els serveis oferts inclouen l'accés a la sala VIP, assistència durant el check-in, recuperació d'equipatge, embarcament i assistència en les "formalitats" (control de passaports, seguretat, etc.) (prioritat d'embarcament).
El servei VIP no està vinculat a cap línia aèria específicament: qualsevol persona pot sol·licitar l'afiliació. Actualment el servei VIP és ofert als aeroports següents: Mohammed V (Casablanca),  Rabat-Salé, Fes-Saïss, Agadir, Marràqueix i Tànger. L'accés al Servei VIP poden ser comprat per individus (18.000 dírhams), parelles (24.000 Dh) i empreses i organitzacions (60.000 Dh + 150 Dh per usuari).